# شش‌ماهی‌های آفریقایی
شش‌ماهی‌های آفریقایی (نام علمی: Protopterus) نام یک سرده از راسته پولک‌سمندرسانان است.

## توضیحات
ماهی‌های ششدار آفریقایی ماهی‌های کشیده و مارماهی مانندی هستند و دارای باله‌های سینه ای و لگنی نخ مانند هستند. آنها مقیاس‌های نرم دارند و باله‌های پشتی و دم در یک ساختار واحد قرار می‌گیرند. آنها می‌توانند مانند مارماهی شنا کنند، یا با استفاده از باله‌های سینه ای و لگنی خود در کف بخزند. طول بزرگترین گونه‌ها به حدود ۲۰۰ سانتی‌متر (۶٫۶ فوت) می‌رسد.
ماهی‌های ششدار آفریقا به‌طور کلی در آب‌های کم عمق، مانند باتلاق‌ها زندگی می‌کنند. آنها همچنین در دریاچه‌های بزرگتر مانند دریاچه ویکتوریا یافت می‌شوند. آنها می‌توانند ماه‌ها در خارج از آب در گودالهای گل سخت شده در زیر بستر جریان خشک زندگی کنند. این ماهیان گوشتخوار هستند و از سخت پوستان، لارو حشرات آبزی و نرم تنان تغذیه می‌کنند.

## زیست‌شناسی
ماهی ششدار آفریقایی نمونه ای از چگونگی انتقال تکاملی از تنفس در آب به هوای تنفسی است. ماهی ششدار به‌طور دوره ای در معرض آبی قرار می‌گیرند که دارای اکسیژن کم بوده یا تحت شرایطی قرار می‌گیرد که محیط آبزی آنها خشک می‌شود. سازگاری آنها برای مقابله با این شرایط خروجی روده، مربوط به مثانه شنای سایر ماهی‌ها است که به عنوان شش عمل می‌کند. شش حاوی بسیاری از رگهای خونی با دیواره نازک است، بنابراین خون جریان یافته در آن رگ‌ها می‌تواند اکسیژن هوای جمع شده را به شش هدایت نماید.
ماهی‌های ششدار آفریقا یک تنفس هوای اجباری هستند و در ماهیان بالغ میزان آبشش کاهش می‌یابد. آنها دارای دو قوس آبشش جلویی هستند که آبشش‌ها هرچند بسیار کوچک هستند و نمی‌توانند به عنوان دستگاه تنفسی تنها عمل کنند، را در خود نگه می‌دارند. قلب ماهی ششدار دارای سازگاری‌هایی است که جریان خون را به‌طور جزئی در مدارهای ریوی و سیستمیک خود جدا می‌کند. دهلیز تا حدی تقسیم شده‌است، به طوری که سمت چپ خون اکسیژنه دریافت می‌کند و سمت راست خون دی اکسیژنه شده از بافت‌های دیگر را دریافت می‌کند. این دو جریان خون عمدتاً از هم جدا می‌شوند زیرا از بطن منتهی می‌شوند که به قوس‌های آبشش منتهی می‌شود. در نتیجه، خون اکسیژنه اکثراً به قوسهای جلویی و خون دی اکسیژنه به قوسهای خلفی می‌رود.
ماهی‌های ششدار آفریقا در آغاز فصل بارندگی تولید مثل می‌کنند. آنها لانه‌ها یا گودال‌هایی را در گل و لای ایجاد می‌کنند تا تخمهای خود را در میان آنها نگه دارند، و سپس آنها را در برابر شکارچیان محافظت می‌کنند. هنگام باز شدن تخم‌ها، نوزادان شبیه نوزاد قورباغه، دارای آبشش‌های خارجی هستند و فقط بعداً شش‌ها رشد می‌کنند و شروع به تنفس هوا می‌کنند.

## به عنوان غذا
تا زمان ورود دریای نیل به منطقه، ماهی ششدار معمولاً بخش کمی از صید ماهیگیر را تشکیل می‌داد. حمل و نقل از بازارهای صید در دریاچه ویکتوریا اغلب با ماهی خشک شده در معرض آفتاب برای حفظ بهتر انجام می‌شد. میزان مصرف ماهی ششدار توسط انسان متفاوت است. مردم لو گاهی اوقات این کار را انجام می‌دهند اما سوکوما از خوردن ماهی ششدار به دلیل طعم و مزه ای که «محلی‌ها یا از آن بسیار استقبال می‌کند یا به شدت بدشان می‌آید» اجتناب می‌کند. اعتقاد بر این است که جمعیت ماهی ششدار رو به کاهش می‌باشد.